# 塔格利德
塔格利德 （阿拉伯语：‎，羅馬化：taqlīd  ）是一个伊斯兰教术语，表示一个人遵守另一个人的教义。执行塔格利德的人被称为穆盖利德（muqallid，意为遵循者）。 该术语的明确含义因上下文和出现的年代而异。逊尼派和什叶派对该术语的经典用法有所不同。逊尼派伊斯兰教的用法是指一个人不公正地遵守另一个人的教义，而不是一个外行人合理地遵守穆智台希德（有资格进行独立推理的人）的教义。什叶派伊斯兰教的用法表示非穆智台希德遵守了总体上合乎穆智台希德的教义，并没有负面含义。这种差异对应于什叶派对伊玛目和逊尼派伊玛目的不同看法。
在当代用法中，特别是在伊斯兰现代主义的背景下，它经常被以负面的方式描述并翻译为“盲目模仿”。这是指人们普遍认为独立知识分子的努力（ 伊智提哈德 ）停滞不前，以及宗教机构对传统宗教解释的不加批判的模仿。 

## 概述
阿拉伯语单词taqlīd源自三个字母的阿拉伯语动词词根‎ Q - L - D ，即模仿的意思。 据信，这个词起源于允许自己“被衣领”引导的想法。执行taqlid的人被称为muqallid ， 而拒绝taqlid的人被称为ghair-muqallid。谢赫沙米·哈纳菲表示，这是“在不了解证据的情况下接受某人的陈述”。 

### 逊尼派伊斯兰教
传统上，当一个人不具备穆智台希德资格时，塔克利德是合法且有义务的。 根据鲁道夫·彼得斯的说法，在传统穆斯林学者眼中，这是伊制玛尔（一致意见），也是宗教中的必然性（ma'lum min al din daruratan ）。 
传统的逊尼派学者依赖《古兰经》中的两节经文，要求人们询问有知识或有记忆的人是否不知道，并服从安拉、使者和他们中的权威。 他们还依赖几条圣训，其中穆罕默德告诉他的同伴：“如果一个人不知道该做什么，唯一的补救办法就是询问。”穆罕默德这样做是在一位颅骨骨折的同伴询问与他一起的其他同伴是否可以进行净化之后。他们说不。于是这位受伤的同伴用水洗了头就死了。穆罕默德告诫他的同伴说：“他们杀了他。愿真主杀了他们。如果一个人不知道该怎么做，唯一的补救办法就是询问。”  
萨拉菲传统学派，如瓦哈比主义和圣训人们拒绝塔克利德，而是鼓励伊提哈德。  

### 什叶派伊斯兰教
在什叶派伊斯兰教中， taqlid “表示遵循或‘模仿’穆智台希德的指示”。 继公元 941 年（伊斯兰历 329 年）的大隐遁（ al-ghaybatu 'l-kubra ）之后，十二伊玛目派有义务在其宗教事务中遵循思想家（ mujtahid ）或法学家（法基赫，faqih）的教义来遵守taqlid 。 自 19 世纪起，什叶派乌里玛教导信徒转向“塔克利德的来源”（ marja' at-taqlid ）“寻求建议和指导，并作为效仿的榜样”。 因此，不是伊斯兰法学（ fiqh ）专家的什叶派在伊斯兰教法问题上“依法必须遵循专家（即穆吉塔希德）的指示”，但在“信仰问题”上则被禁止这样做（usul al-din）。 
在“信仰问题”（又名“宗教原则”）中，例如上帝和先知的存在，应该使用tahqiq ，而不是 taqlid。 Tahqiq 意味着寻求真相，自己调查或研究，而不是跟随专家。